# مسجد أورطة الجامع
مسجد أورطة الجامع (تتار القرم: Orta Cami، الأوكرانية: Мечеть Орта-Джамі، الروسية: Мечеть Орта-Джами، التركية :Orta Camii) هو أحد أقدم المساجد في القرم. يقع في شارع فلاديمير لينين في مدينة باغجه سراي القديمة.
كان المسجد الرئيسي لصلاة الجمعة في عاصمة خانية القرم. أول ذكر معروف له كان سنة 1674، كمسجدمحلة (المسجد الرئيسي في المنطقة المقابلة). كان المسجد في حالة سيئة، ودمرت مئذنته وبعض المباني الصغيرة المحيطة به بالكامل حتى نهاية 2012؛ عندما بدأت إعادة إعماره. ويتم تمويله من قبل الحاج إنفر عمروف- عائلة عمر كيريملي. تضمنت عملية إعادة الإعمار أيضًا إعادة بناء المئذنة من الصفر بالإضافة إلى بعض المباني الصغيرة؛ التي كانت موجودة سابقًا بجوار المسجد. حاليًا، منذ عدة سنوات مضت، أصبحت مرة أخرى واحدة من أهم الأماكن في باغجه سراي.